# Carabus creutzeri
Carabus creutzeri — вид жесткокрылых насекомых из семейства жужелиц.
Тело достигает в длину 20—30 мм. Окраска тела от блестящего тёмно-коричневого до чёрного цвета, надкрылья с красновато-фиолетовым отливом.
Встречается в Центральной Европе только на юго-востоке Австрии в Каринтии и Тироле, а также в Словении. Обитает в горных лесах в мёртвой древесине или под корой деревьев. Хищник, активен днём. Питается другими беспозвоночными и их личинками.
Подвиды
- Carabus creutzeri baldensis Schaum, 1857
- Carabus creutzeri creutzeri Fabricius, 1801
- Carabus creutzeri heros Vacher de Lapouge, 1924
- Carabus creutzeri humilis Bernau, 1911
- Carabus creutzeri kircheri Germar, 1824